# 1986 w Wojsku Polskim
Kalendarium Wojska Polskiego 1986 – wydarzenia w Wojsku Polskim w 1986 roku.
| - Zwierzchnik Sił Zbrojnych – gen. armii Wojciech Jaruzelski | - Minister Obrony Narodowej – gen. armii Florian Siwicki - Szef Sztabu Generalnego – gen. broni Józef Użycki |

## 1986
- analizy stanu SZ PRL oraz różnych wariantów ich redukcji[1]
- sprawdzenie stanu materiałowo-technicznego zabezpieczenia mobilizacji wojsk[1]

## Styczeń
4 stycznia

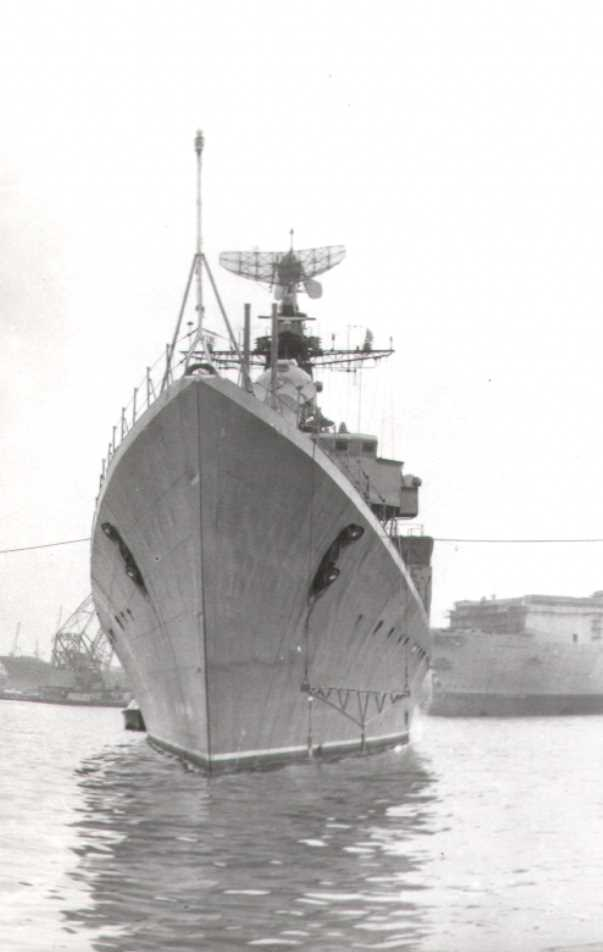
ORP Warszawa

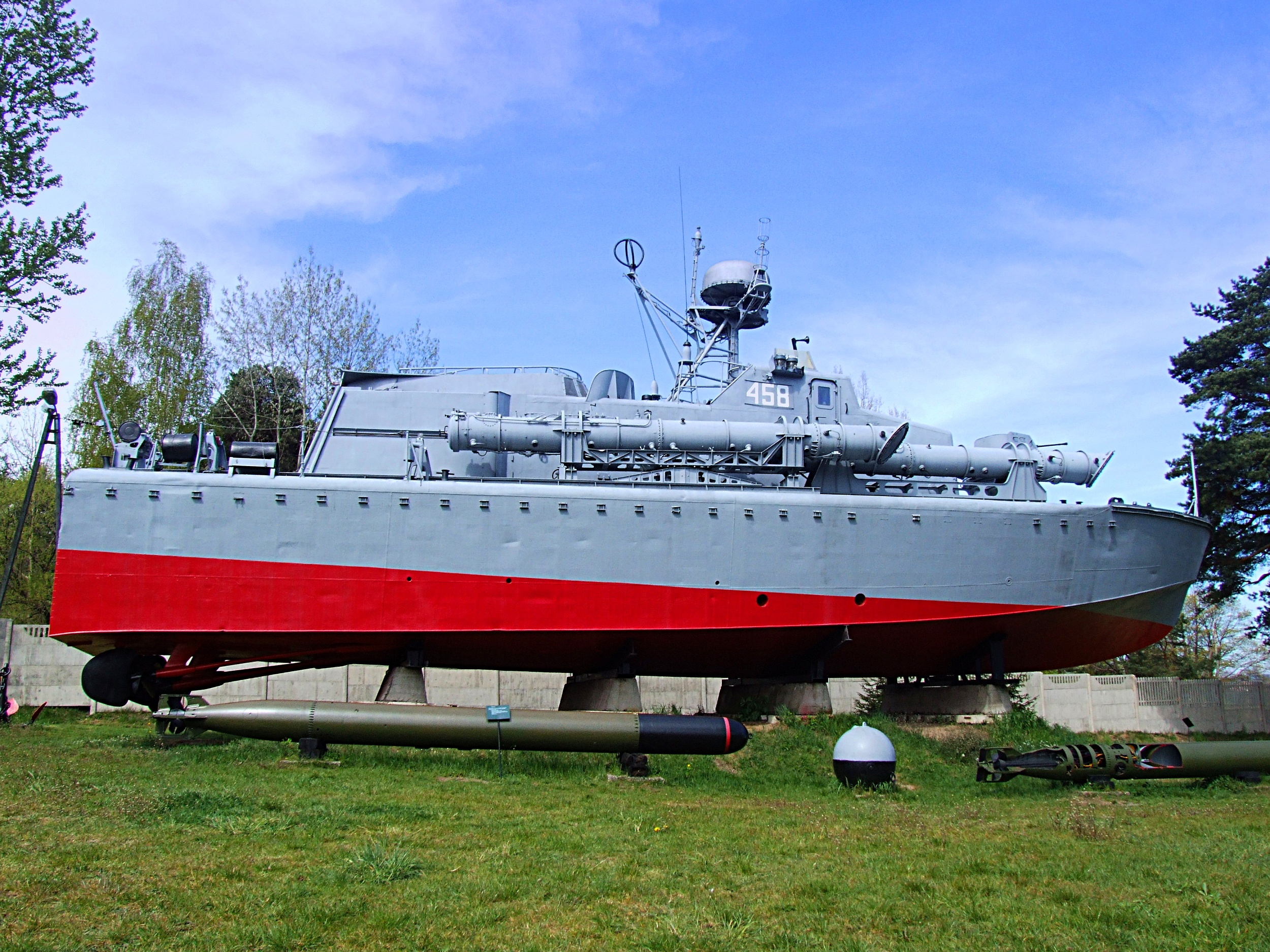
ORP Odważny

- w związku z wyborem na sekretarza KC PZPR gen. broni dr Józef Baryła został odwołany ze stanowiska szefa Głównego Zarządu Politycznego Wojska Polskiego. Nowym szefem Głównego Zarządu Politycznego Wojska Polskiego został gen. dyw. dr Tadeusz Szaciłło[2].

12 stycznia
- w Tarnowskich Górach rodzice, którzy wychowali trzech lub więcej synów na wzorowych żołnierzy, zostali odznaczeni medalami "Za zasługi dla obronności kraju". Złote medale otrzymali: J. Siwiec z Tarnowskich Gór, M. i E. Cybula z Sierot (gm. Wielowieś); srebrne — C. Zawielak, R. Zawadzka, M. Mrugała, Ł. i J. Stasiowie, S. Wakrzyszyński[2].

13 stycznia
- do zbiorów Muzeum Wojska Polskiego w Warszawie trafił Złoty Krzyż Virtuti Militari prof. dr. inż. J. Groszkowskiego, ofiarowany przez córkę K, Łukawską. Znalazł się on pośród orderów i medali polskich dowódców, które były prezentowane na wystawie "Narodowi w darze".

20 stycznia
- zespół Teatru Narodowego został wyróżniony nagrodą specjalną ministra obrony narodowej za inscenizację dramatu Marii Dąbrowskiej Geniusz sierocy. Zespół przekazał nagrodę w całości na konto odbudowy Teatru Narodowego[2].

24 stycznia
- zastępca sekretarza generalnego ONZ Brian E. Urauhart złożył wizytę żołnierzom polskiego kontyngentu wojskowego UNDOF stacjonującym w Camp Fouar pod Damaszkiem[2].

30 stycznia
- w Poznaniu odbyła się konferencja bezpieczeństwa lotów lotnictwa Sił Zbrojnych PRL. Obradami kierował gen. bryg. pil. J. Zych[2]
- L.  Wilgat,  H.  Smętkowski  i  R.  Jabłoński odnaleźli  w Wólce  Węglowej sztandar 59 pułku piechoty. Sztandar przekazano do Muzeum Ziemi Sochaczewskiej[2].

31 stycznia
- opuszczono banderę na niszczycielu rakietowym ORP „Warszawa”[2], oraz kutrach torpedowych KTD-452 ORP „Bitny” i KTD-458 ORP „Odważny”

## Luty
19 lutego
- odbyło się posiedzenie Rady Wojskowej Marynarki Wojennej. Minister obrony narodowej podziękował adm. L. Janczyszynowi za długoletnią służbę na stanowisku dowódcy Marynarki Wojennej. Na dowódcę Marynarki Wojennej został wyznaczony kontradm. P. Kołodziejczyk[2].

26 lutego
- na wniosek ministra obrony narodowej prezes Rady Ministrów odwołał gen. broni S. Molczyka ze stanowiska wiceministra obrony narodowej ze względu na stan zdrowia[2].

## Marzec
9 marca-13 marca
- w Indiach przebywała delegacja WP. Delegacja przebywała w północnej części kraju, gdzie zwiedziła jednostki wojskowe. W Bombaju odwiedziła jednostkę sił morskich, w tym jeden z najnowszych okrętów wojennych. Minister obrony narodowej PRL spotkał się z ministrem obrony Indii, Arunem Singhem[2]

17 marca
- w Warszawie odbyło się spotkanie ministra obrony narodowej z naukowcami wojskowymi, uczestnikami III Kongresu Nauki Polskiej[2]

## Kwiecień
2 kwietnia
- szef Głównego Zarządu Politycznego – gen. dyw. dr Tadeusz Szaciło, spotkał się z ministrem ds. młodzieży Aleksandrem Kwaśniewskim. Omówiono doświadczenia i wnioski służące wzbogacaniu pracy ideowo-wychowawczej z  młodzieżą, a także sprecyzowano kierunki dalszej współpracy w tej dziedzinie, szczególnie w zakresie wychowania patriotyczno-obronnego[3].

4 kwietnia
- szef Głównego Zarządu Politycznego – gen. dyw. dr Tadeusz Szaciło, spotkał się z przewodniczącym ZG ZSMP – Jerzym Szmajdzińskim. Omówiono podstawowe problemy działalności organizacji młodzieżowej w siłach zbrojnych[3].

12 kwietnia
- w dowód uznania dla patriotyczno-obronnego wychowania młodzieży Główna Kwatera ZHP przyznała 12 Dywizji Zmechanizowanej krzyż "Za Zasługi dla Związku Harcerstwa Polskiego"[3].
- na Wałach Chrobrego w szczecinie odbyła się ogólnopolska manifestacja patriotyczna młodzieży pod hasłem "Trzymamy straż nad Odrą – rzeką pokoju". W manifestacji udział wzięły młodzieżowe delegacje z całego kraju, delegacje  Rostocku, Pilzna i Burgas, weterani walk o wolność Pomorza Zachodniego i mieszkańcy miasta i żołnierze[3].

16 kwietnia
- Lubuskiemu Muzeum Wojskowemu w Drzonowie nadano imię 2 Armii Wojska Polskiego[3].

21 kwietnia
- odbyło się spotkanie ministra obrony narodowej – gen. armii Floriana Siwickiego i ministra spraw wewnętrznych – gen. broni Czesława Kiszczaka, z ministrem rolnictwa, leśnictwa i gospodarki żywnościowej – St. Ziębą. Rozpatrzono możliwości udziału wojska i sił podległych ministrowi spraw wewnętrznych w pracach dla rolnictwa[3].

23–25 kwietnia
- W Warszawie odbyło się posiedzenie Rady Wojskowej Zjednoczonych Sił Zbrojnych Państw-Stron Układu Warszawskiego. Przewodniczył naczelny dowódca Zjednoczonych Sił Zbrojnych, marszałek Związku Radzieckiego W. Kulików. Rozpatrzono niektóre bieżące zagadnienia stanu i rozwoju wojsk. Uczestników narady przyjął I sekretarz KC PZPR, przewodniczący Rady Państwa PRL, zwierzchnik sił zbrojnych – gen. armii Wojciech Jaruzelski[1][3].

25 kwietnia

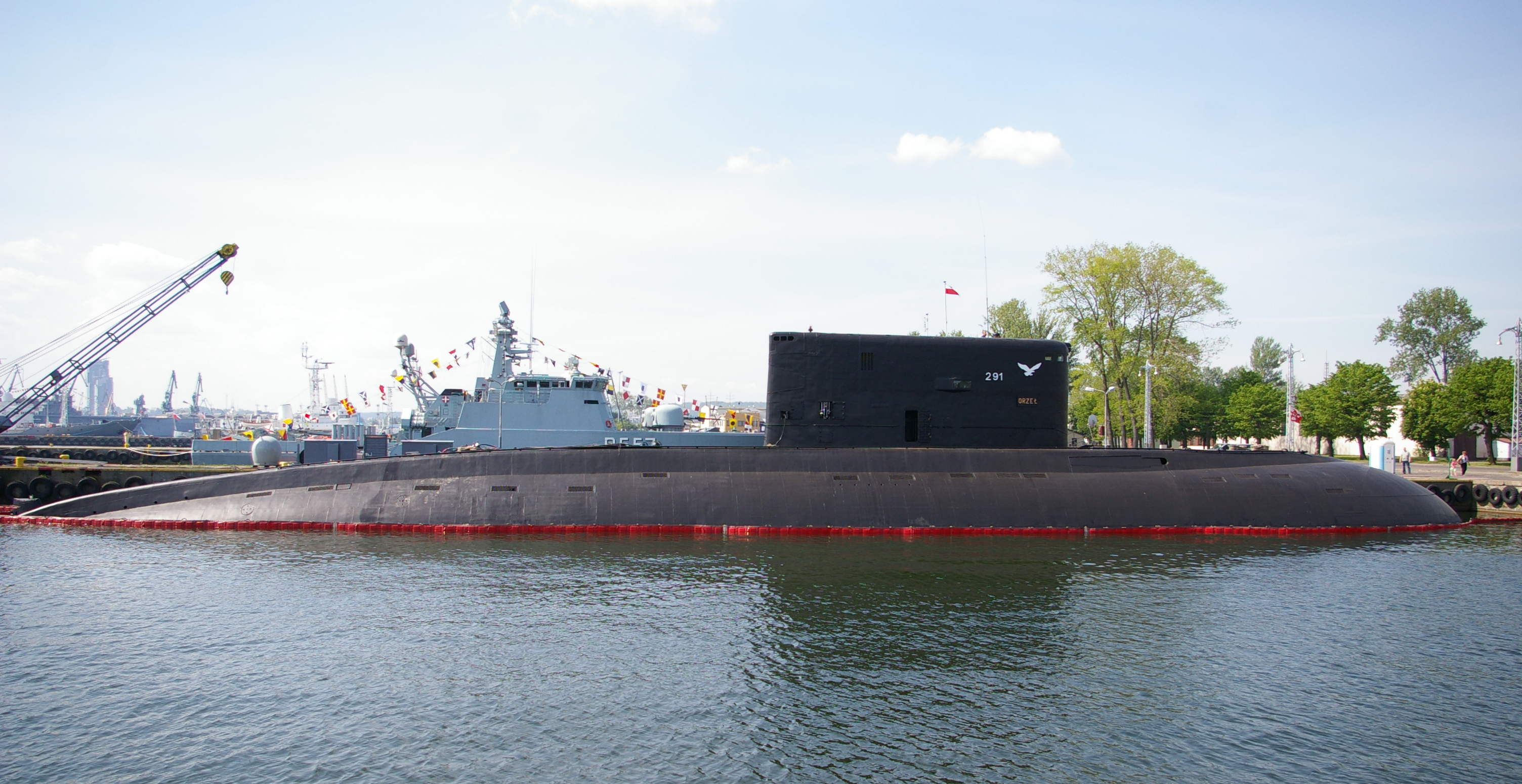
ORP „Orzeł”

- pod hasłem "Partyjność pracownika politycznego – to wzmożona praca wśród ludzi" obradowała przedzjazdowa konferencja PZPR w Głównym Zarządzie Politycznym Wojska Polskiego.  Referat wprowadzający przedstawił I sekretarz – płk R. Maluta[3].

29 kwietnia
- w Rydze podniesiono polską banderę na okręcie podwodnym ORP „Orzeł”.

## Maj
3 maja
- w Wiedniu rozpoczęło się III spotkanie zrzeszenia „Generałowie za pokojem i rozbrojeniem”[1]

8 maja
- odbyło się spotkanie ministra obrony narodowej – gen. armii Floriana Siwickiego i przewodniczącego ZG Niezależnego Samorządnego Związku Zawodowego Pracowników Wojska – P. Bogusza. W spotkaniu wzięli udział wiceministrowie obrony narodowej: główny kwatermistrz Wojska Polskiego – gen. dyw. W. Oliwa, główny inspektor techniki Wojska Polskiego – gen. broni Z. Nowak, zastępca ministra ds. ogólnych – gen. broni dr A. Jasiński, szef Departamentu Kadr MON – gen. dyw. Z. Zieliński, I zastępca szefa Głównego Zarządu Politycznego – kontradmirał Ludwik Dutkowski i pełnomocnik MON ds. pracowników cywilnych wojska – gen. bryg. J. Puławski[3].

9 maja
- dla uczczenia 41 rocznicy zwycięstwa nad hitlerowskim faszyzmem, minister obrony narodowej – gen. armii Florian Siwicki rozkazał oddać w Warszawie 24 salwy armatnie[3].
- minister obrony narodowej – gen. armii Florian Siwicki, spotkał się z przodującymi oficerami i ich rodzinami przebywającymi na wczasach nagrodowych w wojskowym ośrodku wypoczynkowymi w Helenowie. Ministrowi towarzyszyli: szef Głównego Zarządu Szkolenia Bojowego   – gen. broni Wojciech Barański, szef Departamentu Kadr –   gen. dyw. Z. Zieliński, I zastępca szefa Głównego Zarządu Politycznego – kontradmirał Ludwik Dutkowski i szef służby zakwaterowania i budownictwa – gen. dyw. S. Strzałkowski[3].

10–11 maja
- w Budapeszcie odbyła się narada Doradczego Komitetu Politycznego Państw-Stron Układu Warszawskiego. Delegacjom przewodniczyli: M. Gorbaczow, Wojciech Jaruzelski, Todor Żiwkow, G. Husák, János Kádár, E. Honecker i N. Ceaușescu. W naradzie uczestniczył naczelny dowódca Zjednoczonych Sił Zbrojnych Państw Układu Warszawskiego – marszałek W. Kulików. Dokonano wymiany poglądów o sytuacji w świecie,   omówiono aktualne zadania walki o rozbrojenie, przebudowę stosunków międzynarodowych, umocnienie bezpieczeństwa europejskiego i powszechnego,rozwój współpracy między państwami. Uczestnicy obrad wystosowali posłanie do państw członków NATO wszystkich państw europejskich   zawierające program redukcji sił zbrojnych i zbrojeń konwencjonalnych[3].

12 maja
- Na poligonie Śląskiego Okręgu Wojskowego odbyło się ćwiczenie służb kwatermistrzowskich Wojska Polskiego. Prowadził je główny kwatermistrz Wojska Polskiego – gen. dyw. W. Oliwa. Na ćwiczenia przybyli min. minister, zastępca przewodniczącego Komisji Planowania przy Radzie Ministrów – dr L. Ochocki, profesorowie z cywilnych placówek naukowych – A. Nowosławski i A. Rutkowski[3].

17 maja
- zakończył się Centralny Przegląd Amatorskich Zespołów Estradowych Wojska Polskiego. W eliminacjach o prymat w tym ruchu ubiegało się 20 zespołów reprezentujących wszystkie okręgi wojskowe i rodzaje sił zbrojnych. Występy oceniało jury pod przewodnictwem płk. J. Zielaka. W uroczystości ogłoszenia werdyktu jury i wręczenia laureatom nagród wziął udział zastępca szefa Głównego Zarządu Politycznego – gen. bryg. Albin Żyto. Laureatami równorzędnych nagród szefa Głównego Zarządu Politycznego zostały zespoły "Dwunastka" i "Kirasjerzy" z Pomorskiego Okręgu Wojskowego[3].

22 maja
- szef Sztabu Generalnego Wojska Polskiego – gen. broni Józef Użycki, wizytował szkolące się na  poligonie oddziały i pododdziały artylerii i rakiet plot Wojsk OPL.  Szefowi Sztabu Generalnego Wojska Polskiego towarzyszyli: dowódca Wojsk OPL – gen. dyw. T. Obroniecki i szef sztabu Pomorskiego Okręgu Wojskowego gen. bryg. M. Sobolewski[3].

29 maja
- na poligonie Pomorskiego Okręgu Wojskowego szkoliły się m.in. oddziały 1 Warszawskiej Dywizji Zmechanizowanej im. Tadeusza Kościuszki. Ćwiczenia obserwował zastępca członka Biura Politycznego KC PZPR, minister obrony narodowej – gen. armii Florian Siwicki, szef Głównego Zarządu Szkolenia Bojowego – gen. broni Wojciech Barański, a także dowódcy okręgów wojskowych: Warszawskiego Okręgu Wojskowego – gen. dyw. J. Skalski, Pomorskiego – gen. dyw. Z. Blechman, i Wojsk Lotniczych – gen. dyw. pil. T. Krawczyc. Minister obrony narodowej pogratulował mistrzowskiego wykonania zadań taktycznych i strzelań czołgistom, zmechanizowanym, artylerzystom i pilotom[3].

31 maja–1 czerwca
- szef Sztabu Generalnego Wojska Polskiego, wiceminister obrony narodowej – gen. broni Józef Użycki, wizytował ćwiczące na poligonie oddziały 10 Sudeckiej Dywizji Pancernej im. Bohaterów Armii Radzieckiej. Ćwiczenia obserwowali kombatanci II wojny światowej, sekretarze Komitetów Wojewódzkich PZPR i wojewodowie z  terenów, na których funkcjonował Śląski Okręg Wojskowy[3].

## Czerwiec
3 czerwca
- minister obrony narodowej – gen. armii Florian Siwicki, w towarzystwie szefa Głównego Zarządu Politycznego Wojska Polskiego – gen. dyw. Tadeusza Szaciłły, wizytował jednostki Śląskiego Okręgu Wojskowego. W Centralnym Ośrodku Szkolenia Wojsk Łączności im. Marcelego Nowotki zaznajomił się z przebiegiem i wynikami szkolenia, bazą materiałową i perspektywami służby chorążych, podchorążych rezerwy i podoficerów wojsk łączności. Odwiedził też ćwiczących żołnierzy PGW AR. W ćwiczeniu brali udział także żołnierze Śląskiego Okręgu Wojskowego. Dowódca PGW Armii Radzieckiej gen. płk A. Kowtunow, złożył ministrowi meldunek o przebiegu szkolenia i jego efektach. Na zakończenie spotkania odbył się żołnierski wiec przyjaźni. Obecni byli: dowódca Śląskiego Okręgu Wojskowego – gen. bryg. J. Kuriata i pełnomocnik rządu ds. pobytu wojsk radzieckich w Polsce – gen. dyw. Z. Ohanowicz[3].

8 czerwca
- w 65 rocznicę wybuchu III powstania śląskiego i 41 rocznicę powstania WOP, jednostka WOP w Raciborzu otrzymała imię Bohaterów Powstań Śląskich oraz sztandar. Aktu wręczenia dokonał dowódca WOP – gen. dyw. F. Stramik[3].

10 czerwca
- rozpoczęcie posiedzenia Doradczego Komitetu Politycznego Układu Warszawskiego w Budapeszcie na temat rozbrojenia, stosunków międzynarodowych i współpracy[1]

11 czerwca
- na Bliski Wschód odleciała ostatnia grupa żołnierzy 26 zmiany polskiego kontyngentu wojskowego UNDOF[3].

18 czerwca
- z Okęcia odleciała do Addis Abeby kolejna zmiana polskiej eskadry śmigłowcowej z pomocą dla Etiopii. W pożegnaniu odlatujących pilotów uczestniczyli: dowódca Wojsk Lotniczych, gen. dyw. pil. T. Krawczyc i jego zastępca, gen. bryg. dr J. Celek[3].

19 czerwca
- szef Głównego Zarządu Szkolenia Bojowego Wojska Polskiego – gen. broni Wojciech Barański przyjął dowództwo XXV zmiany PKW w SZ ONZ, która zakończyła pokojową misję na Wzgórzach Golan. Dowódca XXV zmiany – ppłk dypl. W. Pietrzak, zameldował o realizacji zadań mandatowych[3].

20 czerwca
- w Porcie Wojennym na Oksywiu odbyła się uroczystość  nadania  nazwy okrętowi podwodnemu ORP „Orzeł”. W uroczystości wzięli udział członkowie Biura Politycznego: M. Woźniak, J. Romanik, S. Kałkus, wicepremier W. Gwiazda, zastępca przewodniczącego Rady Państwa T. Szelachowski, minister-kierownik Urzędu Gospodarki Morskiej, prezes ZG Ligi Morskiej – A. Nowotnik, ministrowie, generałowie Wojska Polskiego, członkowie wojewódzkich władz partyjnych i administracyjnych w Gdańsku z I sekretarzem KW PZPR – S. Bejgerem. Matką chrzestną okrętu była Irena Załoga[3].

22 czerwca
- dla uczczenia X Zjazdu PZPR i 10-lecia powstania ZSMP żołnierze jednostki kolejowej Warszawskiego Okręgu Wojskowego zbudowali w Wyszonkach–Nagórkach drewniano-stałowy most drogowy przez Nurzec[3].
- w Łodzi odbyła się promocja absolwentów Wojskowej Akademii Medycznej  im. gen. dyw. Bolesława Szareckiego. Promował główny kwatermistrz Wojska Polskiego – gen. dyw. W. Oliwa[3].

23 czerwca
- Rada Państwa przyznała 14 osobom tytuł profesora zwyczajnego  i 47 osobom profesora nadzwyczajnego. Wśród mianowanych byli: płk M. Cholewa z Wojskowej Akademii Medycznej, M. Szymańska-Kowalska z CKP Wojskowej Akademii Medycznej, płk B. Tkacz z Wojskowej Akademii Medycznej, płk M. Dacko z Wojskowej Akademii Technicznej, kmdr J. Cieśla z WSMW, płk R. Kulczycki z ASG i ppłk P. Sienkiewicz z ASG. Aktu wręczenia nominacji dokonał zastępca przewodniczącego Rady Państwa Kazimierz Barcikowski[3].

29 czerwca-3 lipca
- w Warszawie obradował X Zjazd PZPR z udziałem 1776 delegatów. W skład 230-osobowego KC PZPR weszli m.in.: płk St. Barański, gen. dyw. Z. Blechman, kmdr S. Kolasa, płk B. Kołodziejczak, gen. dyw. pil. T. Krawczyc, gen. bryg. E. Łukasik, płk Z. Poznański, gen. bryg. Z. Rozbicki, gen. dyw. Tadeusz Szaciłło, gen. broni Józef Użycki, W skład 130-osobowej CKKR weszli m.in.: płk J. Bublik, kontradmirał Ludwik Dutkowski, płk S. Grząsko, gen. bryg. W. Honkisz, gen. dyw. T. Hupałowski, gen. bryg. Tadeusz Jemioło, gen. bryg. T. Kojder, ppor. K. Sopała[3].

## Lipiec
3 lipca
- na zakończenie X Zjazdu PZPR gen. armii Wojciech Jaruzelski został ponownie wybrany na stanowisko I sekretarza KC. W skład Biura Politycznego KC PZPR weszli ponadto: gen. armii Florian Siwicki, gen. broni Józef Baryła oraz gen. broni Czesław Kiszczak.

8 lipca
- członek Biura Politycznego KC PZPR, minister obrony narodowej – gen. armii Florian Siwicki spotkał się z grupą wyróżniających się w służbie dziennikarzy wojskowych środków masowego przekazu. W spotkaniu wziął udział szef Głównego Zarządu Politycznego – gen. dyw. dr T. Szaciło. Obecny był zastępca szefa Głównego Zarządu Politycznego – gen bryg L. Wojtasik. Minister  wyróżnił  zasłużonych  dziennikarzy wojskowych środków  masowego przekazu: płk Z. Bednarskiego i ppłk M. Matyska z Redakcji Wojskowej Polskiego Radia, ppłk. S. Masztanowicza z Polskiej Agencji Prasowej, mjr. K. Nowakowskiego i kpt. E. Malinowskiego z Redakcji Wojskowej Telewizji Polskiej, red. S. Iwana i red. I. Sobieszczuka z Wojskowej Agencji Fotograficznej[4].

9 lipca
- dowódca Śląskiego Okręgu Wojskowego – gen. dyw. J. Kuriata przyjął por. J. Dawidowicza, który uratował na rzutni granatem życie swojemu podwładnemu. Gen. Kuriata wręczył odważnemu oficerowi akt nominacji na stopień kapitana oraz udekorował go medalem "Za ofiarność i odwagę"[4].

11 lipca
- jury XX Festiwalu Piosenki w Kołobrzegu pod przewodnictwem W. Pośpiecha "Złoty Pierścień" w kategorii piosenek marszowych przyznało kompozytorowi A. Borowskiemu i autorce tekstu J. Urbanowicz za piosenkę "Parada, hej parada" w wykonaniu Chóru Centralnego Zespołu Artystycznego Wojska Polskiego[4].

12 lipca
- słuchacze 4 roku Wojskowej Akademii Technicznej zostali promowani do stopnia podporucznika. Aktu promocji dokonał szef Sztabu Generalnego – gen. broni Józef Użycki. Studia z wyróżnieniem ukończyli: kpt. J. Grzywacz, ppor. J. Jasiński i ppor. M. Łopatka[4].

14 lipca-17 lipca
- z wizytą przyjaźni przebywała delegacja Floty Bałtyckiej ZSRR z jej dowódcą wiceadm. Witalijem Iwanowem. Goście spotkali się komendantem i członkami Rady Naukowej WSMW.Delegację  przyjął też główny inspektor obrony terytorialnej – gen. broni T. Tuczapski. W imieniu ministra obrony narodowej udekorował odznakami Braterstwa Broni wiceadm. W. Iwanowa oraz członka Rady Wojennej, szefa Zarządu Politycznego Floty Bałtyckiej ZSRR – wiceadm. A. Kornijenkę[4].

15 lipca
- w Akademii Sztabu Generalnego Wojska Polskiego odbyła się 36 promocja. Brali w niej udział wiceministrowie obrony narodowej: szef Sztabu Generalnego Wojska Polskiego  –  gen. broni Józef Użycki oraz główny kwatermistrz Wojska Polskiego – gen. dyw. W. Oliwa. Wyróżnieni medalem i nagrodą ministra obrony narodowej zostali: ppłk R. Giełniewski, mjr M. Królikowski, mjr E. Sitek, mjr J. Tolala, kpt. M. Fierek, kpt. R. Kłosiński, kpt. J. Knetki, kpt. S. Kohden i kpt. R. Parol oraz mjr A. Gunczarow z ZSRR i mjr V. Homiszan z CSRS[4].

17 lipca
- na poligonie Pomorskiego Okręgu Wojskowego szkolących się żołnierzy odwiedzili: główny inspektor obrony terytorialnej – gen. broni T. Tuczapski, I zastępca szefa Głównego Zarządu Politycznego – kontradmirał Ludwik Dutkowski i dowódca Pomorskiego Okręgu Wojskowego – gen. dyw. Z. Blechman[4].

18 lipca
- wśród żołnierzy realizujących zadania szkoleniowo-produkcyjne na terenie województwa szczecińskiego przebywali członkowie Sejmowej Komisji Obrony Narodowej pod przewodnictwem prof. dr. H. Jabłońskiego. Obecni  byli: zastępca ministra ds. ogólnych – gen. broni dr A. Jasiński, przedstawiciele resortu rolnictwa, leśnictwa i gospodarki żywnościowej, wojewódzkich i terenowych władz oraz dowództwa Pomorskiego Okręgu Wojskowego[4].

19 lipca
- główny inspektor techniki Wojska Polskiego wręczył Wojskowym Zakładom Uzbrojenia w Żurawicy sztandar i udekorował go Orderem Sztandaru Pracy II kl[4].

21 lipca
- Strażnicę WOP Lubaczów udekorowano Krzyżem Grunwaldu. Bojowe odznaczenie przyjął z rąk dowódcy WOP – gen. dyw. F. Stramika, por. M. Faszczowy[4].

## Sierpień
6 sierpnia
- żołnierzy pracujących przy żniwach na polach województwa gorzowskiego odwiedził minister obrony narodowej, gen. armii Florian Siwicki. Towarzyszyli mu: kierownik Wydziału Rolnego i Gospodarki Żywnościowej KC – S. Zawodziński, minister rolnictwa leśnictwa i gospodarki żywnościowej – S. Zięba i gospodarze województwa[4].

8 sierpnia
- minister obrony narodowej wizytował jednostką lotniczą i garnizon, który zalicza się do tzw. oddalonych. Obecny był I zastępca szefa Głównego Zarządu Politycznego – kontradmirał Ludwik Dutkowski. Meldunek o przebiegu szkolenia i służbie złożył dowódca Wojsk Lotniczych – gen. dyw. pil. T. Krawczyc[4].
- na jednym z poligonów minister  obrony narodowej  spotkał się  z żołnierzami wojsk zmechanizowanych. Spotkanie miało charakter partyjno-służbowy. Ministrowi towarzyszył I zastępca szefa Głównego Zarządu Politycznego – kontradmirał Ludwik Dutkowski[4].

23 sierpnia
- szkolących się na poligonie Warszawskiego Okręgu Wojskowego podchorążych Wojskowej Akademii Medycznej   odwiedził główny kwatermistrz Wojska Polskiego – gen. dyw. W. Oliwa. Obecny był zastępca głównego kwatermistrza Wojska Polskiego, szef służby zdrowia Wojska Polskiego – płk dr A. Kaliwoszka oraz kwatermistrz okręgu, gen. bryg. M. Wróblewski. Informację o przebiegu szkolenia i ćwiczenia taktyczno-medycznego przedstawił komendant Wojskowej Akademii Medycznej   – gen. bryg. prof. dr hab. n. med. W. Tkaczewski[4].

24 sierpnia
- odbyły się promocje w szkołach chorążych[4]:

absolwentów Szkoły Chorążych Marynarki Wojennej promował dowódca Marynarki Wojennej – kontradmirał P. Kołodziejczyk
w Łódzkim Centrum Szkolenia Oficerów Politycznych im. L. Waryńskiego promowano absolwentów dwuletniej Szkoły Chorążych Politycznych oraz absolwentów Wojskowego Liceum Muzycznego II stopnia promował I zastępca szefa Głównego Zarządu Politycznego – kontradmirał Ludwik Dutkowski
absolwentów Szkoły Chorążych Wojsk Chemicznych w Krakowie – gen. bryg Cz.Krzyszowski
absolwentów Szkoły Chorążych Wojsk Łączności w Legnicy – gen. bryg. H. Andracki
absolwentów Szkoły Chorążych Służby Uzbrojenia i Elektroniki w Olsztynie – gen. bryg. F. Ogrodowicz
absolwentów Szkoły Chorążych Wojsk Inżynieryjnych i Komunikacji we Wrocławiu – gen. bryg. Z. Stelmaszuk
- promowano absolwentów szkół chorążych: personelu technicznego Wojsk Lotniczych w Oleśnicy i Zamościu, Wojsk Zmechanizowanych w Elblągu, Wojsk Radiotechnicznych w Jeleniej Górze, Wojsk Rakietowych i Artylerii, a także Służby Topograficznej w Toruniu, Wojsk Obrony Przeciwlotniczej w Koszalinie, Wojsk Pancernych, Służb Kwatermistrzowskich w Poznaniu, Służby Czołgowo-Samochodowej w Pile, Wojskowej Służby Wewnętrznej w Mińsku Mazowieckim oraz Służby Zakwaterowania i Budownictwa w Giżycku[4]

30 sierpnia-31 sierpnia
- odbywały się promocje absolwentów wyższych szkół oficerskich[4].

absolwentów Wyższej Szkoły Oficerskiej Wojsk Rakietowych i Artylerii im. gen. Józefa Bema promował minister obrony narodowej – gen. armii Florian Siwicki
absolwentów WSOWZ im. T. Kościuszki – zastępca ministra obrony narodowej ds. ogólnych – gen. broni A. Jasiński
absolwentów Wyższej Oficerskiej Szkoły Samochodowej im. gen. bryg. A. Waszkiewicza – główny inspektor techniki Wojska Polskiego – gen. broni Zb. Nowak
absolwentów Wyższej Szkoły Oficerskiej Służb Kwatermistrzowskich im. M. Buczka – szef Głównego Zarządu Politycznego – gen. dyw. dr T. Szaciło
absolwentów Wyższej Szkoły Oficerskiej Wojsk Pancernych – szef Głównego Zarządu Szkolenia Bojowego – gen. broni W. Barański
absolwentów Wyższej Szkoły Oficerskiej Wojsk Łączności im. płk. B. Kowalskiego – zastępca szefa Sztabu Generalnego – gen. dyw. M. Pasternak
absolwentów Wyższej Oficerskiej Szkoły Radiotechnicznej im. kpt. S. Bartosika – dowódca WOPK – gen. dyw. L. Łozowicki
absolwentów Wojsk Ochrony Pogranicza – dowódca WOP – gen. dyw. F. Stramik
absolwentów Wyższej Oficerskiej Szkoły Wojsk Chemicznych w Krakowie – gen. dyw. Cz. Krzyszowski
absolwentów Wyższej Szkoły Oficerskiej Wojsk Obrony Przeciwlotniczej im. por. M. Kalinowskiego – gen. dyw. T. Obraniecki
absolwentów Wyższej Szkoły Wojsk Inżynieryjnych im. gen. J. Jasińskiego – gen. bryg. Z. Stelmaszuk

## Wrzesień
2 września
- minister obrony narodowej oraz szef Głównego Zarządu Politycznego odbywali partyjno-służbowe spotkanie z kierowniczą kadrą  garnizonu pilskiego[4].

3 września-5 września
- w Gdyni gościły okręty Ludowej Marynarki NRD z kadrą dydaktyczną i podchorążymi Wyższej Oficerskiej Szkoły LM NRD im. K. Liebknechta ze Stralsundu na pokładzie[4].

8 września-12 września
- grupa oficerów Warszawskiego Okręgu Wojskowego przebywała w jednostkach Moskiewskiego Okręgu Wojskowego. Delegacji przewodniczył gen. dyw. J. Skalski. Wieńce i kwiaty złożono pod Mauzoleum Lenina i przy Murze Kremlowskim, pod tablicami F. Dzierżyńskiego, marszałka K. Rokossowskiego i marszałka D. Ustinowa. Delegację Warszawskiego Okręgu Wojskowego przyjął min. dowódca Zjednoczonych Sił Zbrojnych Państw-Stron Układu Warszawskiego, marszałek Związku Radzieckiego W. Kulików[4].

21 września
- na Okręcie-Muzeum "Błyskawica" w Gdyni odbyła się przysięga najmłodszych podchorążych i kadetów oraz promocja absolwentów społeczno-politycznego kierunku studiów i słuchaczy V roku WSMW. Promocji dokonał dowódca Marynarki Wojennej – kontradmirał Piotr Kołodziejczak[4].

22 września-26 września
- z wizytą przyjaźni w Zarządzie Politycznym Floty Bałtyckiej przebywała delegacja Zarządu Politycznego Marynarki Wojennej PRL, pod przewodnictwem zastępcy dowódcy MW ds. polit. kmdr W. Kaczkowskiego. Delegację polską przyjął dowódca Floty Bałtyckiej – wiceadm. W. P. Iwanów i zastępca ds. polit. – wiceadm. A. I. Kornijenko[4].

29 września
- w Stołecznym Klubie Garnizonowym odbyła się inauguracja XIV Festiwalu Filmowego Bratnich Armii Socjalistycznych. Otwarcia festiwalu dokonał szef Głównego Zarządu Politycznego – gen. dyw. dr T. Szaciło. W inauguracji uczestniczyły delegacje kinematografii wojskowych: Bułgarskiej Armii Ludowej, Czechosłowackiej Armii Ludowej, Rewolucyjnych Sił Zbrojnych Kuby, Narodowej Armii Ludowej NRD, Armii Socjalistycznej Republiki Rumunii, Węgierskiej Armii Ludowej, Armii Radzieckiej i WP[4].

## Październik
5 października
- Zakończył się  XIV Festiwal Filmowy Bratnich Armii Socjalistycznych. Złotymi Tarczami w swoich kategoriach nagrodzono: "Rozmyślania o epoce i pokoju" (ZSRR), "Żołnierze" (Polska), "Wojskowy ekran nr 7" (Bułgaria)[5].
- Rozstrzygnięty został konkurs poetycki im. Stanisława Ryszarda Dobrowolskiego ogłoszony przez redakcją "Żołnierza Polskiego" - "Nike" i Radą Wojskowych Kół Literackich na wiersz o tematyce patriotyczno-społecznej i żołnierskiej. Jury pod przewodnictwem A. Tchórzewskiego, przyznało dwie II nagrody: L. Dembkowi ze Szczecina i E. Pędraszewskiej z Płocka, dwie III nagrody: T. Charmuszce z Suwałk i Z. Rudzkiej z Warszawy oraz pięć wyróżnień[5].

10 października
- w Belwederze odbyła się uroczystość wręczenia nominacji generalskich. Akty nominacyjne wręczył I sekretarz KC PZPR przewodniczący Rady Państwa, zwierzchnik Sił Zbrojnych PRL – gen. armii W. Jaruzelski. Nominacje otrzymali: na stopień generała broni – W. Oliwa i J. Skalski; na stopień generała dywizji – Apoloniusz Golik i E. Tarała; na stopień generała brygady – J. Gotowała, R. Harmoza, A. Kaliwoszka, H. Kostrzewa, Julian Lewiński, M. Michalik, Zenon Poznański, E. Wejner, R. Wieczorek, B. Woźniecki i Z. Zalewski[5].

29 października-30 października
- z udziałem zwierzchnika Sił Zbrojnych PRL, gen. armii W. Jaruzelskiego, odbyła się w Warszawie doroczna odprawa kierowniczej kadry Wojska Polskiego. Odprawę prowadził członek Biura Politycznego KC PZPR, minister obrony narodowej – gen. armii Florian Siwicki[5].

## Listopad
3 listopada
- minister obrony narodowej – gen. armii Florian Siwicki spotkał się z naczelnym dowódcą Zjednoczonych Sił Zbrojnych Państw-Stron Układu Warszawskiego – marszałkiem Związku Radzieckiego W. Kulikowem, oraz szefem Sztabu ZSZ – gen. armii A. Gribkowem. W rozmowie wzięli udział wiceministrowie obrony narodowej: szef Sztabu Generalnego – gen. broni Józef Użycki i zastępca ministra obrony narodowej ds. ogólnych – gen. broni dr A. Jasiński oraz przedstawiciel naczelnego dowódcy Zjednoczonych Sił Zbrojnych przy Wojsku Polskim – gen. płk W. Siewienok[5]

5 listopada
- odbyła się odprawa kierowniczej kadry pionu organizacyjno-mobilizacyjnego SZ PRL w Juracie[1]

12 listopada-14 listopada
- W Bukareszcie odbyło się pod przewodnictwem naczelnego dowódcy Zjednoczonych Sił Zbrojnych – marszałka Związku Radzieckiego W. Kulikowa, posiedzenie Rady Wojskowej Zjednoczonych Sił Zbrojnych Układu Warszawskiego. W jej pracach wzięli udział członkowie Rady Wojskowej oraz przedstawiciele ministerstw obrony państw UW i organów dowodzenia Zjednoczonych Sił Zbrojnych[1][5]
- trwały ćwiczenia Zjednoczonych Sił Zbrojnych Układu Warszawskiego w Czechosłowacji pod kryptonimem „Jesień 86”. Pokazano m.in. organizację mobilizacyjnego rozwinięcia dywizji[1]

15 listopada
- wycofano ze służby kutrów torpedowych KTD-456 ORP „Sprawny” i KTD-459 ORP „Odporny”

17 listopada
- prezydent federalny Republiki Austriackiej nadał Tomaszowi Budzie Złoty Medal za Zasługi dla Republiki Austriackiej. Odznaczenie to nadane zostało za ponad 60-letnią opiekę nad mogiłami żołnierzy austriackich poległych w czasie I wojny światowej w Godowie (na południu Polski)[5].

18 listopada-21 listopada
- do portu wojennego w Gdyni-Oksywiu zawinął okręt szkolny Ludowej Marynarki NRD "Wilhelm Pieck". Dowódcą rejsu był kmdr F. Scheichel. Kilkudziesięcioosobowa grupa podchorążych Oficerskiej Szkoły Marynarki Wojennej NRD ze Stralsundu odbywała praktyki morskie[5].

23 listopada
- na placu przed pomnikiem Bohaterskich Wychowanków Dęblińskiej "Szkoły Orląt" odbyła się uroczysta promocja kolejnego rocznika Szkoły Chorążych WL w Dęblinie[5].

26 listopada
- główny inspektor techniki Wojska Polskiego, gen. broni Z. Nowak wręczył ufundowany przez społeczeństwo gminy sztandar, Wojskowemu Zakładowi Łączności w Zegrzu. Nowy sztandar odznaczony został  Krzyżem Oficerskim OOP[5].

27 listopada
- Rada Państwa nadała 19 uczonym tytuły profesora zwyczajnego i 40 tytuły profesora nadzwyczajnego. Tytuł profesora zwyczajnego nauk medycznych otrzymał m.in. B. Latkowski z   Wojskowej Akademii Medycznej, tytuł profesora nadzwyczajnego otrzymali m.in.: płk M. Jaworski z WAP (w dziedzinie nauk humanistycznych), A. Dąbrowski z Centrum Kształcenia Podyplomowego Wojskowej Akademii Medycznej w Warszawie i płk W. Gaszyński z Wojskowej Akademii Medycznej w Łodzi (w dziedzinie nauk medycznych), gen. bryg. M. Sikorski z Instytutu Technicznego WL w Warszawie (w dziedzinie nauk wojskowych)[5].

29 listopada
- na placu Zwycięstwa w Radomiu odbyła się promocja absolwentów Wyższej Oficerskiej Szkoły Lotniczej im. J. Krasickiego. Aktu promocji dokonał dowódca Wojsk Lotniczych – gen. dyw. pil. T. Krawczyc[5].

## Grudzień
1 grudnia
- z lotniska we Wrocławiu odleciała na Bliski Wschód  XXVII zmiana żołnierzy polskiego kontyngentu wojskowego UNDOF. Dowódca zmiany wystawionej przez Śląskiego Okręgu Wojskowego  był  płk. R. Gralewski[5].

1 grudnia-3 grudnia
- w Warszawie odbyło się posiedzenie Komitetu Ministrów Obrony Państw-Stron Układu Warszawskiego. W posiedzeniu uczestniczyli: gen. armii D. Dżurow (Bułgaria), gen. płk F. Karpati (WRL),  gen. armii H. Kessler (NRD), gen. armii F Siwicki (PRL), gen. płk V. Milea (SRR), marszałek S. Sokołów (ZSRR), gen armii M. Vaclavik (CSRS), naczelny dowódca ZSZ - marszałek Związku Radzieckiego W. Kulików; szef sztabu ZSZ - gen. armii A. Gribkow. Obradom przewodniczył gen. armii Florian Siwicki. Uczestnicy posiedzenia omówili rezultaty i wnioski wynikające ze spotkania w Reykjaviku[5].

8 grudnia-12 grudnia
- na zaproszenie sekretarza związkowego obrony SFRJ adm floty B. Mamuh, przebywał w Jugosławii z oficjalną wizytą minister obrony narodowej – gen. armii Florian Siwicki. Minister obrony narodowej złożył wizytę dowódcy Okręgu Armijnego Nisz gen mjr. I. Radanoviciowi, a także w brygadzie spadochronowej. Gen. Siwicki został przyjęty przez przewodniczącego Prezvdium SFRJ S. Hasamego oraz przez sekretarza Prezydium KC ZKJ, R. Gaczicia[5].

13 grudnia-17 grudnia
- przebywał w Polsce z oficjalną wizytą minister stanu Republiki Indii ds. obrony – A. Singh. Towarzyszyli mu: sekretarz obrony – S. K Bhatnagar, doradca ministra obrony ds. naukowych – dr V. S. Arunachalam, zastępca szefa Sztabu Sił Lądowych – gen. broni K. K. Hazari, zastępca szefa Sztabu Sił Morskich – wiceadm. J. G. Kadkarni, dyrektor Departamentu Planowania i Koordynacji w  Ministerstwie  Obrony –  A.  Chatterji[5].

22 grudnia
- obradowała Rada MON ds. Socjalno-Bytowych. Rozmawiano o świadczeniach w zakresie wojskowej opieki zdrowotnej i socjalnej,  budownictwie mieszkaniowym, przygotowaniach jednostek wojskowych do okresu jesienno-zimowego, propozycje dotyczące tworzenia i gromadzenia środków zakładowego funduszu mieszkaniowego[5].

27 grudnia
- z inicjatywy Wojewódzkiego Sztabu Wojskowego w Bydgoszczy i Zarządu Okręgu Związku Nauczycielstwa Polskiego odbyła się sesja popularnonaukowa na temat "Wykorzystanie tradycji oręża polskiego w kształtowaniu patriotycznych postaw młodzieży"[5].

31 grudnia
- członkowie kierownictwa MON oraz dowództw Okręgów Wojskowych i RSZ złożyli noworoczne wizyty w jednostkach Wojska Polskiego. Złożyli życzenia nowych sukcesów w służbie i pomyślności w życiu osobistym w nowym – 1987 roku[5].